# Prokhladny
Prokhladny (en russe : Прохладный) est une ville de la république de Kabardino-Balkarie, en Russie, et le centre administratif du raïon de Prokhladny (en russe Prokhladnenski raïon). Sa population s'élevait à 58 226 habitants en 2020.

## Géographie
Prokhladny est située sur la rive gauche de la rivière Malka, à 13 km — à 22 km par la route — au sud de Maïski et à 44 km — à 64 km par la route — au nord-est de Naltchik. Le village de Primalkinskoïe se trouve en face de l'autre côté de la rivière.
La ville se trouve dans la partie nord-est de la république. Elle s'étend d'ouest en est sur environ 10 kilomètres et du sud au nord, sur 4 environ kilomètres, pour une superficie de 35 km2.
La ville est située sur la plaine de steppe et de forêt qui traverse la république. Le relief est plutôt plat avec de petites hauteurs insignifiantes, mais la partie sud de la ville comprend de petites collines. Elle est à 215 mètres d'altitude de moyenne. La ville est traversée par la Malka et au sud-est son affluent le Baksan s'y jette. À quelques kilomètres en aval, la Malka se jette dans le Terek. La région est aussi parsemée de lacs artificiels et d'eaux souterraines.
Le climat est tempéré avec des été chauds qui atteignent fréquemment 35 ou 40 degrés et des hivers frais entre -5° et -10° de moyenne pour les températures les plus basses. Les précipitations sont en moyenne de 500 mm par an.

## Histoire
La ville est fondée en 1765 par les Cosaques zaporogues en tant que stanitsa, sur ce qui deviendra une route postale reliant Moscou au Caucase du Nord. Au XIXe siècle, c'est un avant-poste militaire des Cosaques de la frontière méridionale de la Russie, dans le Caucase. À partir de 1825, la stanitsa s'appelle Prokhladnaïa, ce qui signifie « fraîche », en référence à la rivière ombragée de chênes en été et dont les rives étaient fraîches et agréables de ce fait. Elle se développe grâce au chemin de fer à la fin des années 1860 (ligne Rostov-sur-le-Don - Vladikavkaz), devenant un marché important pour le blé et les produits agricoles. En 1867, Prokhladnaïa fait partie du district de Piatigorsk de l'oblast du Terek. À la fin du XIXe siècle, Prokhladnaïa atteint plus de 5 000 habitants. Le bazar de Prokhladnaïa et la foire au moment des fêtes de l'Exaltation de la Croix sont réputés dans toute la région. L'artisanat et le commerce se développent. Pendant la guerre civile russe, le village est pris et repris à tour de rôle par l'armée rouge et les Blancs entre 1917 et 1920.
Le village obtient le statut de ville en 1937 sous le nom de Prokhladny, frais, même signification au masculin (ville, gorod, étant au masculin en russe).
Pendant la Seconde Guerre mondiale, Prokhladny est occupée pendant quatre mois par la Wehrmacht de l'Allemagne nazie du 31 août 1942 au 5 janvier 1943. La ville est libérée par le front transcaucasien de l'Armée rouge au cours des opérations du Caucase du Nord.

## Population

### Démographie
Prokhladny est la deuxième ville de Kabardino-Balkarie en nombre d'habitants derrière Naltchik, la capitale de la république. La situation démographique de Prokhladny s'est détériorée dans les années 1990. En 2001, le solde naturel accusait un déficit de 4,9 pour mille, avec un taux de natalité de 10 pour mille et un taux de mortalité de 14,9 pour mille.
Recensements ou estimations de la population
| 1897* | 1926* | 1939*  | 1959*  | 1970*  | 1979*  |
| ----- | ----- | ------ | ------ | ------ | ------ |
| 3 280 | 3 280 | 25 369 | 28 828 | 40 074 | 47 557 |

| 1989*  | 2002*  | 2010*  | 2012   | 2013   | 2015   |
| ------ | ------ | ------ | ------ | ------ | ------ |
| 57 084 | 61 772 | 59 601 | 58 804 | 58 203 | 58 182 |

| 2016   | 2017   | 2018   | 2019   | 2020   | - |
| ------ | ------ | ------ | ------ | ------ | - |
| 58 083 | 57 879 | 57 857 | 57 883 | 58 226 | - |

### Nationalités
Au recensement de 2002, la population de Prokhladny se composait de  :
- 79,1 % de Russes
- 3,3 % de Coréens
- 3,1 % de Kabardes
- 2,5 % d'Ukrainiens
- 1,8 % de Turcs
- 1,5 % d'Allemands
- 0,5 % d'Ossètes
- 0,2 % de Balkars
- autres : 8 %

Au recensement de 2010, la population de Prokhladny se répartissait entre les nationalités suivantes :
| Nationalité                                  | Nombre, hab. | Part en pourcentage, % |
| -------------------------------------------- | ------------ | ---------------------- |
| Russes                                       | 45 692       | 76,7 %                 |
| Kabardes (Tcherkesses)                       | 2 746        | 4,6 %                  |
| Arméniens                                    | 2 152        | 3,6 %                  |
| Turcs (Meskhètes)                            | 2 078        | 3,5 %                  |
| Coréens                                      | 1 824        | 3,1 %                  |
| Ukrainiens                                   | 871          | 1,5 %                  |
| Tziganes                                     | 767          | 1,3 %                  |
| Allemands                                    | 582          | 1,0 %                  |
| Autres nationalités/nationalité non précisée | 2 889        | 4,8 %                  |
| Total                                        | 59 601       | 100,00 %               |

### Religion
La majorité de la population est orthodoxe. Il existe aussi une paroisse catholique, la Sainte-Famille, tenue par les frères français de la communauté Saint-Jean, aidés de religieuses Missionnaires de la Charité, et une paroisse baptiste.

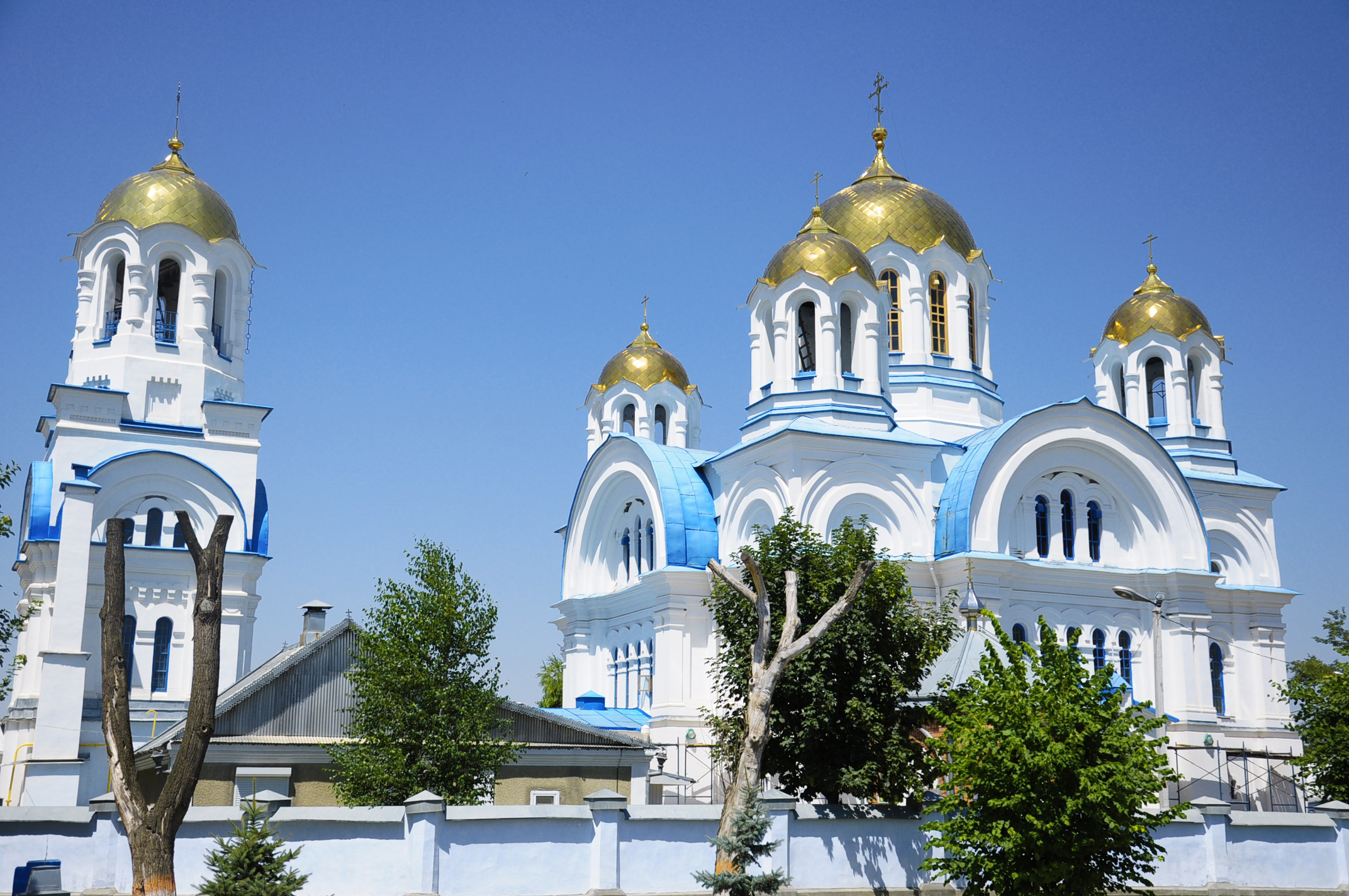
Coupoles de la cathédrale orthodoxe Saint-Nicolas, construite à la fin du XIXe siècle.

## Éducation
Enseignement primaire et secondaire
- École № 1 — rue Ovtcharov, 68

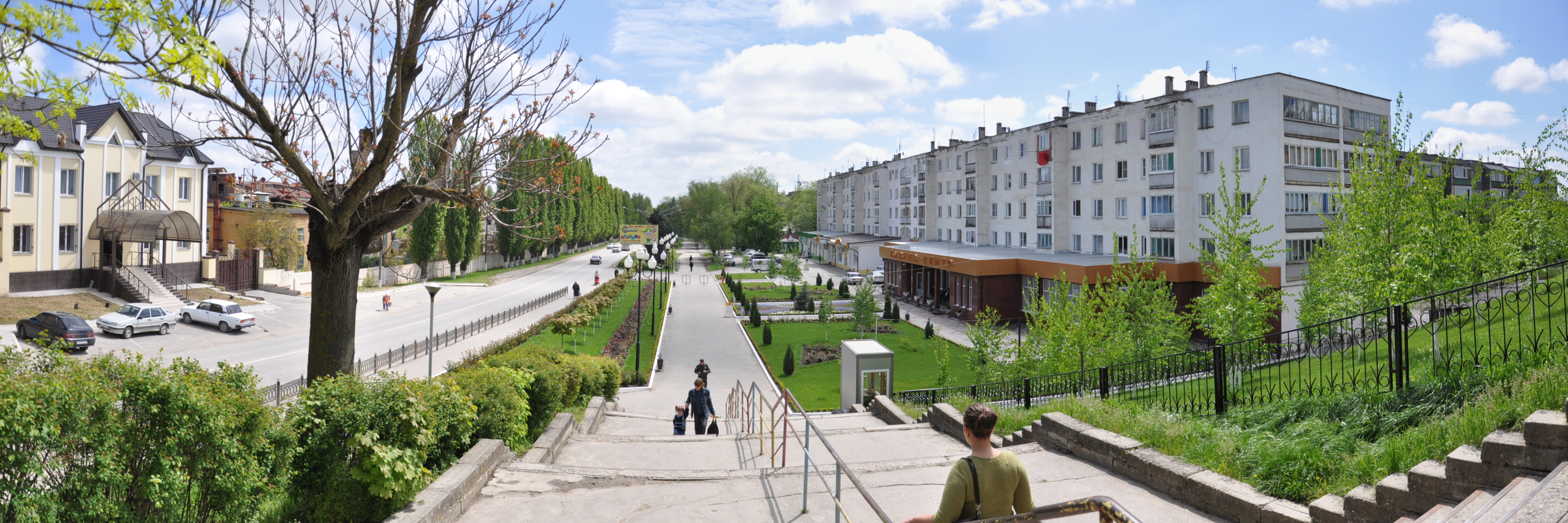
Vue du quartier de Yama.

- École secondaire № 2 — rue Komarov, 46
- Lycée № 3 — rue Lénine, 19
- École № 4 Golovko — rue Stroïtelnaïa, 272а
- École № 5 — rue Lénine, 102
- École secondaire № 6 — rue Lénine,76
- École № 8 Pouchkine — rue de la Liberté (Svoboda), 172
- École № 11 — rue Dzerjinski, 35
- École № 42 — rue Malkinskaïa, 64
- École-internat № 4 — rue Mitchourine, 33
- École-internat № 6 — rue Sadovaïa, 38

Enseignement professionnel
- Collège technologique de Prokhladny.

Enseignement supérieur
- Filiale du Terek de l'«académie d'État d'agriculture de Kabardino-Balkarie Kokov»;
- Filiale de l'académie des humanités modernes (privée, non intégrée au système d'État).

Formation éducative complémentaire
- École artistique enfantine (Детская художественная школа);
- École enfantine des arts;
- Centre de création enfantine (Центр детского творчества);
- Station des jeunes techniciens (Станция юных техников);
- Station des jeunes naturalistes (Станция юных натуралистов);
- Combinat d'enseignement interscolaire (Межшкольный учебный комбинат);
- Centre d'enseignement complémentaire des enfants (Центр дополнительного образования детей);
- École sportive spécialisée de l'enfance et de l'adolescence pour la réserve olympique de football.

## Économie
L'économie de la ville est représentée par plusieurs usines et entreprises, dont la plus importante est l'usine de câbles électriques Kavkazkabel, fondée en 1959 et aujourd'hui société par actions, une des plus importantes entreprises du Caucase.

## Personnalités
|  |

Sont nés à Prokhladny :
- Arseni Golovko (1906-1962), amiral soviétique
- Maria Koutchina (°1993), athlète, spécialiste du saut en hauteur
- Anna Matienko (°1981), joueuse de volley-ball

## Transports

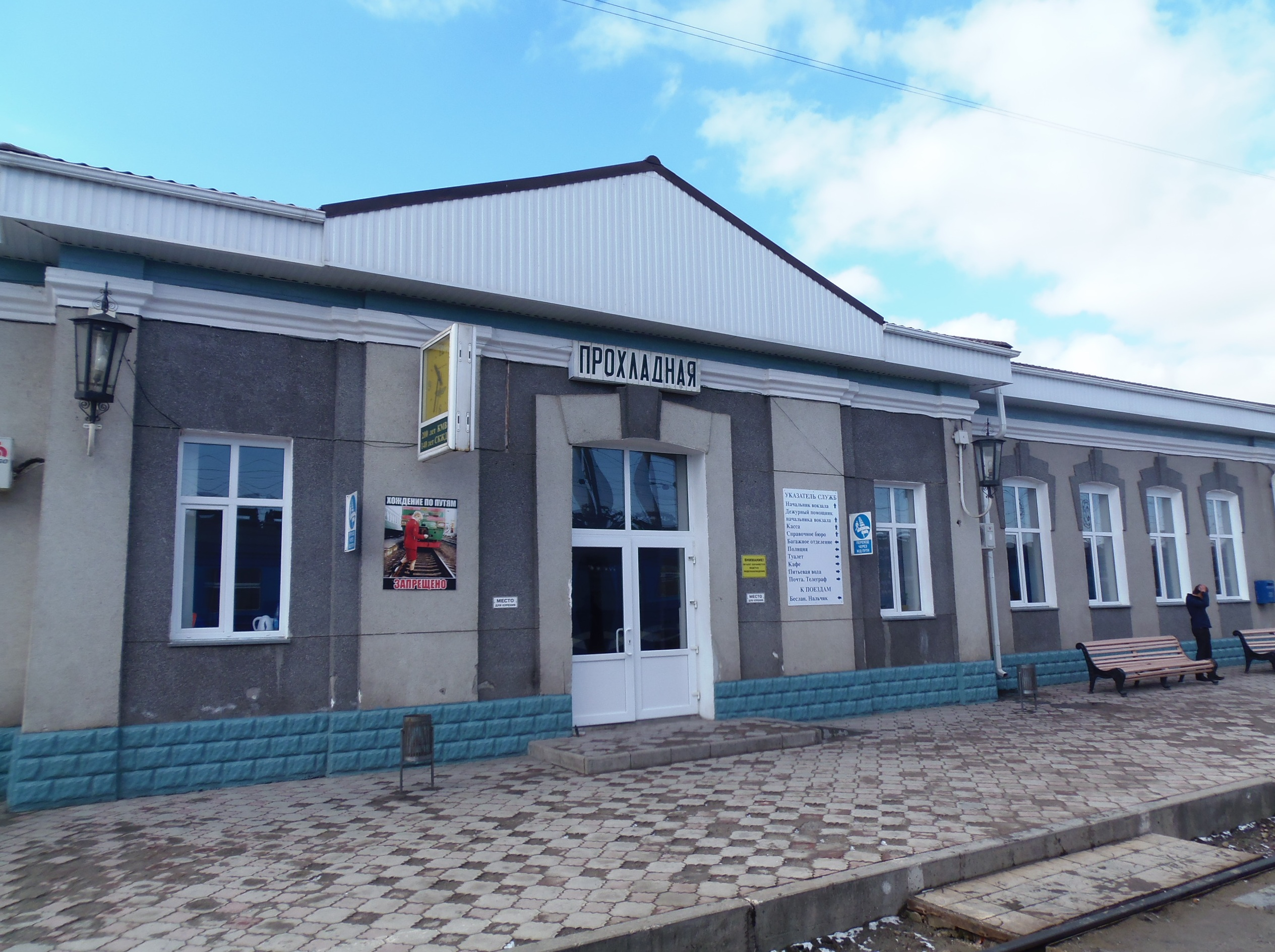
Gare ferroviaire.

La ville dispose d'une importante gare ferroviaire, avec une ligne en direction de Mineralnye Vody (où se trouve l'aéroport de la région) et deux lignes vers Goudermès.